# Galium ascendens
Galium ascendens är en måreväxtart som beskrevs av Carl Ludwig von Willdenow och Spreng.. Galium ascendens ingår i släktet måror, och familjen måreväxter. Inga underarter finns listade i Catalogue of Life.